# Ykkönen 2022
Die Ykkönen 2022 war die 29. Spielzeit der zweithöchsten finnischen Fußballliga unter diesem Namen und die insgesamt 85. Spielzeit seit der offiziellen Einführung einer solchen im Jahr 1936. Sie begann am 18. April 2022 und endete am 8. Oktober 2022.

## Modus
Die zwölf Mannschaften spielten zunächst an 22 Spieltagen jeweils zweimal gegeneinander. Danach wurde die Liga geteilt. Die ersten sechs Vereine spielten um den Aufstieg, die anderen sechs gegen den Abstieg. Hierbei traten alle Teams noch einmal gegeneinander an. Dabei wurden die Punkte und Tore aus der Hauptrunde übernommen.
Der Meister stieg direkt in die Veikkausliiga auf. Ein möglicher zweiter Aufsteiger wurde unter den Teams der Plätze zwei bis vier ausgespielt. Der Sieger traf anschließend auf den Elften der Veikkausliiga. Die letzten drei Vereine stiegen in die drittklassige Kakkonen ab.

## Teilnehmer und ihre Spielstätten
Als Aufsteiger aus der Kakkonen kamen Järvenpään PS, PEPO Lappeenranta, Pargas IF und Seinäjoen JK Akatemia dazu. Aus der Veikkausliiga 2021 stieg KTP Kotka ab.
Dagegen verzichtet der letztjährige Zweite Rovaniemi PS aus finanziellen Gründen auf eine Teilnahme in der Ykkönen und startete 2022 in der drittklassigen Kakkonen.
| Verein                | Stadt        | Stadion                 | Kapazität |
| --------------------- | ------------ | ----------------------- | --------- |
| Turku PS              | Turku        | Veritas-Stadion         | 9.372     |
| Mikkelin Palloilijat  | Mikkeli      | Mikkelin Urheilupuisto  | 7.000     |
| Seinäjoen JK Akatemia | Seinäjoki    | OmaSP Stadion           | 6.000     |
| FF Jaro               | Jakobstad    | Jakobstads centralplan  | 5.000     |
| FC KTP Kotka          | Kotka        | Arto Tolsa Arena        | 4.780     |
| PK-35 Vantaa          | Vantaa       | ISS Stadion             | 4.700     |
| Ekenäs IF             | Raseborg     | Ekenäs centrumplan      | 2.500     |
| Kokkolan Palloveikot  | Kokkola      | Kokkolan keskuskenttä   | 2.000     |
| Järvenpään PS         | Järvenpää    | Järvenpään keskuskentää | 1.500     |
| IF Gnistan            | Helsinki     | Mustapekka Arena        | 1.100     |
| Pargas IF             | Pargas       | Aktia Arena             | 1.000     |
| PEPO Lappeenranta     | Lappeenranta | Amiksen tekonurmi       | 1.000     |

## Hauptrunde
| Pl. | Verein                    | Sp. | S  | U | N  | Tore    | Diff. | Punkte |
| --- | ------------------------- | --- | -- | - | -- | ------- | ----- | ------ |
| 1.  | FC KTP Kotka (A)          | 22  | 14 | 4 | 4  | 044:200 | +24   | 46     |
| 2.  | Turku PS                  | 22  | 13 | 6 | 3  | 039:160 | +23   | 45     |
| 3.  | FF Jaro                   | 22  | 10 | 5 | 7  | 043:250 | +18   | 35     |
| 4.  | Ekenäs IF                 | 22  | 8  | 8 | 6  | 039:340 | +5    | 32     |
| 5.  | Kokkolan Palloveikot      | 22  | 8  | 8 | 6  | 024:320 | −8    | 32     |
| 6.  | Järvenpään PS (N)         | 22  | 9  | 4 | 9  | 031:390 | −8    | 31     |
| 7.  | IF Gnistan                | 22  | 8  | 6 | 8  | 035:310 | +4    | 30     |
| 8.  | Mikkelin Palloilijat      | 22  | 7  | 6 | 9  | 035:330 | +2    | 27     |
| 9.  | Seinäjoen JK Akatemia (N) | 22  | 6  | 7 | 9  | 031:320 | −1    | 25     |
| 10. | PEPO Lappeenranta (N)     | 22  | 6  | 6 | 10 | 025:380 | −13   | 24     |
| 11. | PK-35 Vantaa              | 22  | 5  | 7 | 10 | 028:440 | −16   | 22     |
| 12. | Pargas IF (N)             | 22  | 4  | 1 | 17 | 021:510 | −30   | 13     |

| Zum Saisonende 2022:                                           | |
| Teilnahme an der Aufstiegsrunde Teilnahme an der Abstiegsrunde | |
|                                                                | |
| Zum Saisonende 2021:                                           | |
| (A)                                                            | Absteiger aus der Veikkausliiga 2021: KTP Kotka                                                     |
| (N)                                                            | Neu/Aufsteiger aus der Kakkonen: Järvenpään PS, PEPO Lappeenranta, Pargas IF, Seinäjoen JK Akatemia |

## Aufstiegsrunde
Die besten sechs Mannschaften der Hauptrunde spielten noch jeweils einmal gegeneinander.

Die Ergebnisse und Punkte aus der Hauptrunde wurden übernommen.
| Pl. | Verein               | Sp. | S  | U | N  | Tore    | Diff. | Punkte |
| --- | -------------------- | --- | -- | - | -- | ------- | ----- | ------ |
| 1.  | FC KTP Kotka (A)     | 27  | 17 | 4 | 6  | 060:280 | +32   | 55     |
| 2.  | Turku PS             | 27  | 15 | 7 | 5  | 047:230 | +24   | 52     |
| 3.  | FF Jaro              | 27  | 15 | 5 | 7  | 055:290 | +26   | 50     |
| 4.  | Ekenäs IF            | 27  | 10 | 8 | 9  | 046:410 | +5    | 38     |
| 5.  | Kokkolan Palloveikot | 27  | 9  | 9 | 9  | 032:450 | −13   | 36     |
| 6.  | Järvenpään PS (N)    | 27  | 10 | 4 | 13 | 037:570 | −20   | 34     |

Platzierungskriterien: 1. Punkte – 2. Tordifferenz – 3. geschossene Tore

| Zum Saisonende 2022:                                                          |                                                 |
| Aufsteiger in die Veikkausliiga 2023 Teilnahme an der Relegation zum Aufstieg |                                                 |
|                                                                               |                                                 |
| Zum Saisonende 2021:                                                          |                                                 |
| (A)                                                                           | Absteiger aus der Veikkausliiga 2021: KTP Kotka |
| (N)                                                                           | Neu/Aufsteiger aus der Kakkonen: Järvenpään PS  |

### Relegation
1. Runde
| Datum      |         | Ergebnis  |           |
| ---------- | ------- | --------- | --------- |
| 12.10.2022 | FF Jaro | 2:1 (2:1) | Ekenäs IF |

2. Runde
| Datum      |          | Ergebnis  |         |
| ---------- | -------- | --------- | ------- |
| 17.10.2022 | Turku PS | 4:0 (2:0) | FF Jaro |

Finale
Der Sieger der 2. Runde traf auf den Elften der Veikkausliiga
| Datum             |          | Gesamt |          | Hinspiel  | Rückspiel |
| ----------------- | -------- | ------ | -------- | --------- | --------- |
| 20.10./24.10.2022 | Turku PS | 2:3    | FC Lahti | 1:1 (0:1) | 1:2 (0:1) |

## Abstiegsrunde
Die letzten sechs Mannschaften der Hauptrunde spielten noch jeweils einmal gegeneinander.

Die Ergebnisse und Punkte aus der Hauptrunde wurden übernommen.
| Pl. | Verein                    | Sp. | S  | U | N  | Tore    | Diff. | Punkte |
| --- | ------------------------- | --- | -- | - | -- | ------- | ----- | ------ |
| 7.  | IF Gnistan                | 27  | 11 | 7 | 9  | 045:380 | +7    | 40     |
| 8.  | Mikkelin Palloilijat      | 27  | 10 | 6 | 11 | 048:420 | +6    | 36     |
| 9.  | Seinäjoen JK Akatemia (N) | 27  | 9  | 8 | 10 | 043:400 | +3    | 35     |
| 10. | PK-35 Vantaa              | 27  | 8  | 7 | 12 | 036:520 | −16   | 31     |
| 11. | PEPO Lappeenranta (N)     | 27  | 7  | 6 | 14 | 034:560 | −22   | 27     |
| 12. | Pargas IF (N)             | 27  | 5  | 1 | 21 | 029:610 | −32   | 16     |

Platzierungskriterien: 1. Punkte – 2. Tordifferenz – 3. geschossene Tore

| Zum Saisonende 2021:      |                                                                                      |
| Absteiger in die Kakkonen |                                                                                      |
|                           |                                                                                      |
| Zum Saisonende 2021:      |                                                                                      |
| (N)                       | Neu/Aufsteiger aus der Kakkonen: PEPO Lappeenranta, Pargas IF, Seinäjoen JK Akatemia |

## Torschützenliste
| Pl. | Name             | Team                  | Tore |
| --- | ---------------- | --------------------- | ---- |
| 01. | Adam Larsson     | Ekenäs IF             | 12   |
| 02. | Severi Kähkönen  | FF Jaro               | 11   |
| 03. | Topi Keskinen    | Mikkelin Palloilijat  | 10   |
| 03. | Irfan Sadik      | PEPO Lappeenranta     | 10   |
| 05. | Aleksi Ristola   | Järvenpään PS         | 09   |
| 05. | Simo Roiha       | Turku PS              | 09   |
| 07. | Kevin Beugré     | Mikkelin Palloilijat  | 08   |
| 07. | Douglas Caé      | IF Gnistan            | 08   |
| 07. | Mika             | FC KTP Kotka          | 08   |
| 07. | Jonathan Muzinga | Seinäjoen JK Akatemia | 08   |